# Evaluación de progreso
Las evaluaciones de progreso son herramientas de evaluación educativa longitudinales orientadas a la retroalimentación para evaluar el desarrollo y la sostenibilidad del conocimiento cognitivo durante un proceso de aprendizaje. Una evaluación de progreso es un examen de conocimiento escrito (generalmente con preguntas de opción múltiple) que generalmente se administra a todos los estudiantes en el programa "A" al mismo tiempo y a intervalos regulares (generalmente de dos a cuatro veces al año) durante todo el programa académico. La prueba muestra el dominio de conocimiento que se espera de los nuevos graduados al completar sus cursos, independientemente del nivel académico del estudiante). Las diferencias entre los niveles de conocimiento de los estudiantes se muestran en los puntajes de las pruebas; cuanto más ha progresado un estudiante en el plan de estudios, más altas son las puntuaciones. Como resultado, estos puntajes resultantes proporcionan una evaluación longitudinal, de medidas repetidas, independiente del currículo de los objetivos (en conocimiento) de todo el programa.

## Historia
Desde su creación a finales de la década de 1970 tanto en la Universidad de Maastricht como en la Universidad de Misuri – Kansas City de forma independiente, la evaluación de progreso del conocimiento aplicado se ha utilizado cada vez más en programas de ciencias médicas y de la salud en todo el mundo. Asimismo se utilizan cada vez más en la educación médica, tanto en la educación médica de pregrado como de posgrado. Se utilizan de forma formativa y sumativa.

## Uso en programas académicos
La evaluación de progreso la utilizan actualmente consorcios nacionales de evaluación de progreso en el Reino Unido, Italia, los Países Bajos, en Alemania (incluida Austria), y en escuelas individuales en África, Arabia Saudita, Sudeste de Asia, el Caribe, Australia, Nueva Zelanda, Suecia, Finlandia, Reino Unido y Estados Unidos. La Junta Nacional de Examinadores Médicos de los EE. UU., también proporciona evaluaciones de progreso en varios países. La viabilidad de un enfoque internacional para las evaluaciones de progreso ha sido reconocida recientemente y fue demostrada por primera vez por Albano et al., en 1996, que comparó los resultados de las evaluacoines en las facultades de medicina de Alemania, Holanda e Italia. Se ha establecido un consorcio internacional en Canadá en el que participan facultades de Irlanda, Australia, Canadá, Portugal y las Indias Occidentales.
La evaluación de progreso tiene varias funciones importantes en los programas académicos. Una considerable evidencia empírica de las facultades de medicina de los Países Bajos, Canadá, el Reino Unido e Irlanda, así como los estudios médicos de posgrado y las facultades de odontología y psicología han demostrado que la característica longitudinal de la evaluación de progreso proporciona una medida única y demostrable del crecimiento y la eficacia de la adquisición de conocimientos de los estudiantes a lo largo de su curso de estudio.
.
Como resultado, esta información se puede utilizar de forma coherente para intervenciones de enseñanza y aprendizaje de diagnóstico, recuperación y pronóstico. En los Países Bajos, estas intervenciones han sido ayudadas por la provisión de un sistema de retroalimentación de resultados basado en la web conocido como ProF, en el que los estudiantes pueden comparar sus resultados con sus pares en diferentes perspectivas de puntaje total y subtotal, tanto dentro como dentro de las universidades.
Además, los datos longitudinales pueden servir como una medida transparente de garantía de calidad para las revisiones de programas al proporcionar una evaluación del grado en que una escuela está cumpliendo sus objetivos curriculares. La evaluación también proporciona datos más confiables para las decisiones de evaluación de alto riesgo mediante el uso de medidas de aprendizaje continuo en lugar de un método de una sola vez (Schuwirth, 2007). Las colaboraciones de evaluaciones de progreso entre universidades proporcionan un medio para mejorar la rentabilidad de las evaluaciones al compartir un grupo más grande de elementos, redactores de elementos, revisores y administradores. El enfoque colaborativo adoptado por los consorcios holandeses y otros ha permitido que la evaluación de progreso se convierta en un instrumento de evaluación comparativa mediante el cual se pueda medir la calidad de los resultados educativos en el conocimiento. El éxito de la evaluación de progreso ha llevado a considerar la posibilidad de desarrollar una prueba de progreso internacional.
Los beneficios para todas las partes interesadas principales en un programa de ciencias médicas o de la salud hacen que la prueba de progreso sea una herramienta atractiva para invertir recursos y tiempo para su inclusión en un régimen de evaluación. Este atractivo se demuestra por su uso cada vez más generalizado en instituciones de educación médica individuales y consorcios entre facultades en todo el mundo, y por su uso para prácticas de evaluación comparativa nacionales e internacionales.

## Ventajas
Las pruebas de progreso brindan una rica fuente de información: la naturaleza integral en combinación con el diseño transversal y longitudinal ofrece una gran cantidad de información tanto para los estudiantes individuales como para las evaluaciones del plan de estudios.
Asimismo fomenta la retención de conocimientos: la prueba repetida del mismo dominio integral de conocimiento significa que no hay ningún punto de prueba de hechos que puedan recordarse si se estudian la noche anterior. Se fomenta el conocimiento a largo plazo y la retención del conocimiento porque el contenido del elemento sigue siendo relevante mucho después de que se haya aprendido el conocimiento. 
Adicionalmente elimina la necesidad de volver a realizar exámenes: cada nueva ocasión de examen es una oportunidad renovada para demostrar el crecimiento del conocimiento. Por otra parte permiten la detección temprana de alumnos de alto rendimiento: algunos alumnos se desempeñan (mucho) más allá del nivel esperado de su fase de formación (por ejemplo, pueden haber tenido otra formación previa relevante) y, según su rendimiento, trayectorias individuales y más rápidas a través del plan de estudios. podría ser ofrecido.
Las evaluaciones de progreso brindan estabilidad en los procedimientos de evaluación: los cambios en el plan de estudios, los cambios en el contenido, no tienen consecuencias para la prueba de progreso siempre que los resultados finales no cambien.
Sus resultados proporcionan oportunidades de evaluación comparativa: las pruebas de progreso no se limitan a una sola escuela ni a los planes de estudio de ABP y se pueden realizar fácilmente evaluaciones para comparar a los graduados y la eficacia de los diferentes enfoques del plan de estudios.

## Desventajas
Los recursos necesarios para el desarrollo y la puntuación de las pruebas, y la necesidad de una organización central son dos desventajas importantes de esta metodología.
La puntuación y los procedimientos psicométricos para reducir la variación de la dificultad de la prueba y los procedimientos de establecimiento de estándares son más complejos en las evaluaciones de progreso.
Finalmente, las pruebas de progreso no funcionan en programas heterogéneos con especialización temprana (como en muchos programas de ciencias de la salud). En programas más homogéneos, como la mayoría de los programas médicos, funcionan muy bien y dan sus frutos en relación con impulsar el aprendizaje y el uso de recursos.